# Ярополк Юрійович
Ярополк Юрійович (? — близько 1204) — князь Городецький (1167–1190) і Пінський (1190–1204). Молодший син Юрія Ярославича, правнук Святополка Ізяславича.

## Молодість і княжіння в Пінську
Будучи молодшим сином Юрія Ярославича, після його смерті отримав в уділ Городецьке князівство, у цей уділ, можливо, входила і Несвізькі землі, оскільки його син успадкував Несвізьке князівство.
У 1190 р. згадується шлюб Ярополка з невідомою жінкою, а він згадується як пінський князь. Швидше за все, Ярослав Юрійович уже помер, а Ярополк, як наймолодший, після того, як туровський князь Гліб Юрійович отримав Пінське князівство. Помер близько 1204 року, оскільки Володимир Святополкович уже згадується в літописах пінським князем.

## Нащадки
- Юрій — князь Несвізький.